# Västra Dals kontrakt
Västra Dals kontrakt var ett kontrakt inom Svenska kyrkan i Karlstads stift. Kontraktet upphörde 31 december 2000.
Kontraktskoden var 0912.

## Administrativ historik
Kontraktet omfattade från 1792 (1745?)
- Högsäters församling som vid upplösningen 2001 övergick i Södra Dals kontrakt
- Järbo församling som vid upplösningen 2001 övergick i Södra Dals kontrakt
- Rännelanda församling som vid upplösningen 2001 övergick i Södra Dals kontrakt
- Lerdals församling som vid upplösningen 2001 övergick i Södra Dals kontrakt
- Råggärds församling som vid upplösningen 2001 övergick i Södra Dals kontrakt
- Färgelanda församling som vid upplösningen 2001 övergick i Södra Dals kontrakt
- Ödeborgs församling som vid upplösningen 2001 övergick i Södra Dals kontrakt
- Torps församling som vid upplösningen 2001 övergick i Södra Dals kontrakt
- Valbo-Ryrs församling som 1968 överfördes till Vikornes södra kontrakt och Göteborgs stift
- Dals-Eds församling som vid upplösningen 2001 övergick i Norra Dals kontrakt
- Nössemarks församling som vid upplösningen 2001 övergick i Norra Dals kontrakt
- Håbols församling som vid upplösningen 2001 övergick i Norra Dals kontrakt
- Rölanda församling som vid upplösningen 2001 övergick i Norra Dals kontrakt
- Gesäters församling som vid upplösningen 2001 övergick i Norra Dals kontrakt
- Töftedals församling som vid upplösningen 2001 övergick i Norra Dals kontrakt